# David Anaght
David Anaght' (arménsky Դավիթ Անհաղթ; V.–VI. století) byl arménský filozof, představitel arménského novoplatonismu. Hlásal, že materiální svět je výtvorem světového ducha, Boha, že Boží prozřetelnost vládne světem. Vypracoval učení o třech druzích bytí: bytí pochybné, bytí možné v myšlení a bytí nezávislé na myšlení. Chápal filozofii jako vědu o jsoucnu.